# Gynoplistia melape
Gynoplistia melape là một loài ruồi trong họ Limoniidae. Chúng phân bố ở miền Australasia.